# ماکس هایدگر
ماکسیمیلیان هایدگر (מקס היידגר؛ زادهٔ ۵ ژوئن ۱۹۹۷) یک بسکتبالیست حرفه‌ای آمریکایی-اسرائیلی است که آخرین بار برای ساسکی باسکونیا از لیگ ای‌سی‌بی بازی کرده‌است. او بسکتبال کالج را برای یو سی سانتا باربارا بازی کرد.
هایدگر پسر جامی و کلاوس هایدگر است. پدر او یک اسکی‌باز سابق آلپاین اتریشی است که در جام جهانی اسکی آلپاین 1976–1977 FIS دوم شد. او بعداً به یک کارآفرین موفق در ایالات متحده تبدیل شد. والدین هایدگر مالک برند زیبایی کیهلز بودند قبل از اینکه آن را به قیمت تخمینی ۱۰۰ تا ۱۵۰ میلیون دلار در سال ۲۰۰۰ به لورئال بفروشند مادرش بیماری ریوی دارد. هایدگر یهودی است.